# Gymnasium Petrinum Brilon
Das Gymnasium Petrinum Brilon ist ein städtisches Gymnasium in Brilon. Die heutige Schule geht auf eine 1655 gegründete Klosterschule zurück und ist somit eine der ältesten Schulen in Nordrhein-Westfalen.

## Geschichte

### Höhere Schule im Herzogtum Westfalen

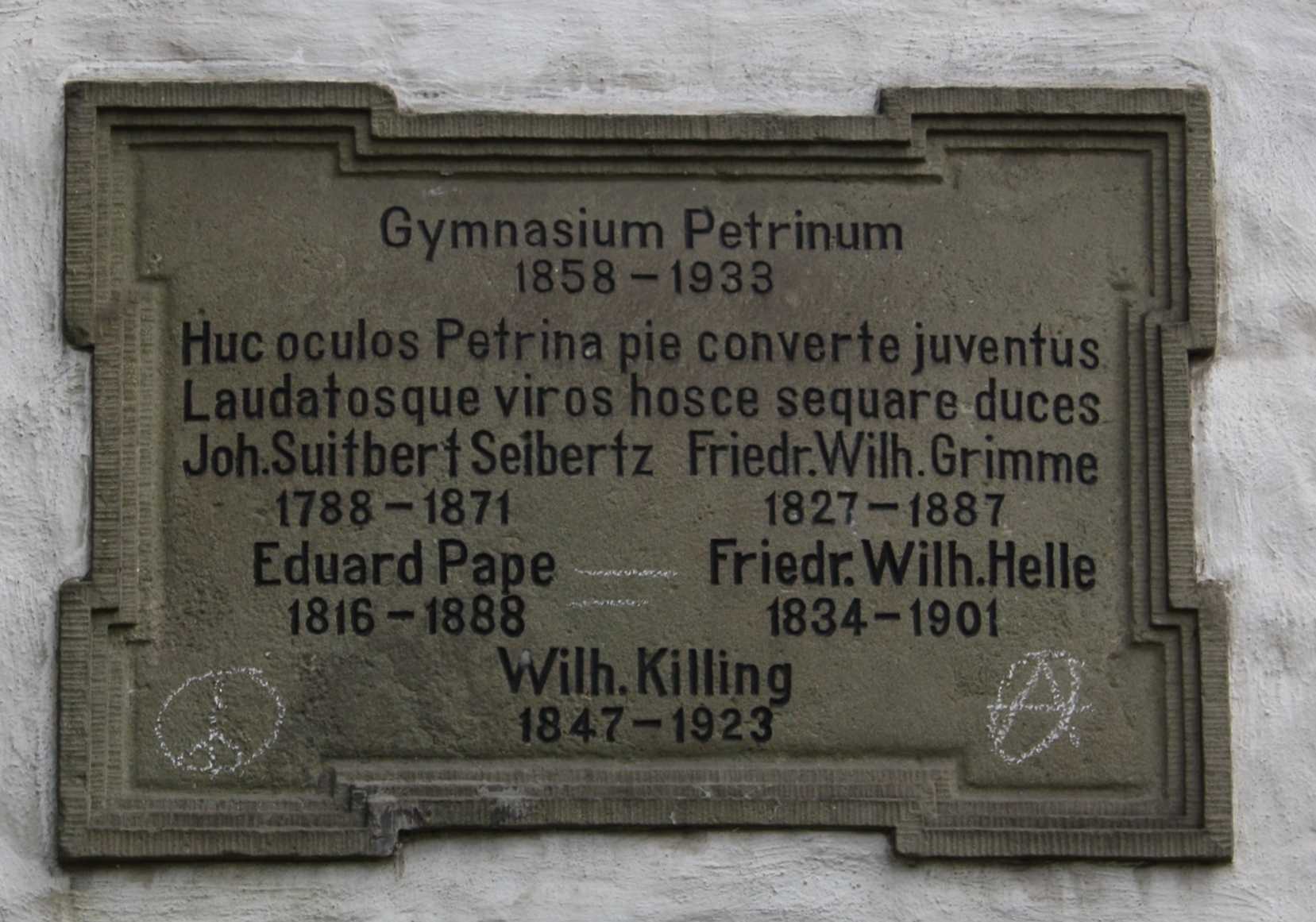
Gedenktafel an der Nikolaikirche

Gegründet wurde die Schule 1655 als Klosterschule von Brüdern der Minoriten-Niederlassung zu Brilon. Als eine der wenigen höheren Schule im Herzogtum Westfalen – neben dem Gymnasium Laurentianum Arnsberg und dem heutigen Rivius-Gymnasium in Attendorn – zog das Petrinum Schüler aus der gesamten Umgebung an. Zum Einzugsgebiet gehörten unter anderem Marsberg, Winterberg und Medebach. Die Hauptfächer waren vor allem Latein und Religion, ehe im Laufe der Zeit auch andere Fächer allmählich an Bedeutung gewannen. Vor allem die Schulreformen und die Vereinheitlichung des Schulwesens im Herzogtum Westfalen und dem ganzen Kölner Kurstaat am Ende des 18. Jahrhunderts führten zu Veränderungen. Im Jahr 1782 wurden die höheren Lehranstalten verstaatlicht und erhielten festgelegte Lehrpläne und andere Neuerungen wie eine staatliche Prüfung der Lehrer. Die durch die Aufklärung beeinflussten Reformer wie Franz Wilhelm von Spiegel standen den Ordensgemeinschaften insgesamt äußerst kritisch gegenüber. Möglicherweise war dies der Grund für die Aufhebung der Schule im Jahr 1783. Erst die Bitte der Bürger beim Besuch des Kurfürsten Maximilian Franz 1785 ermöglichte die Wiedereröffnung der Anstalt. Die Säkularisation im Jahr 1804 beendete erneut den Schulbetrieb.

### Das Gymnasium seit 1820

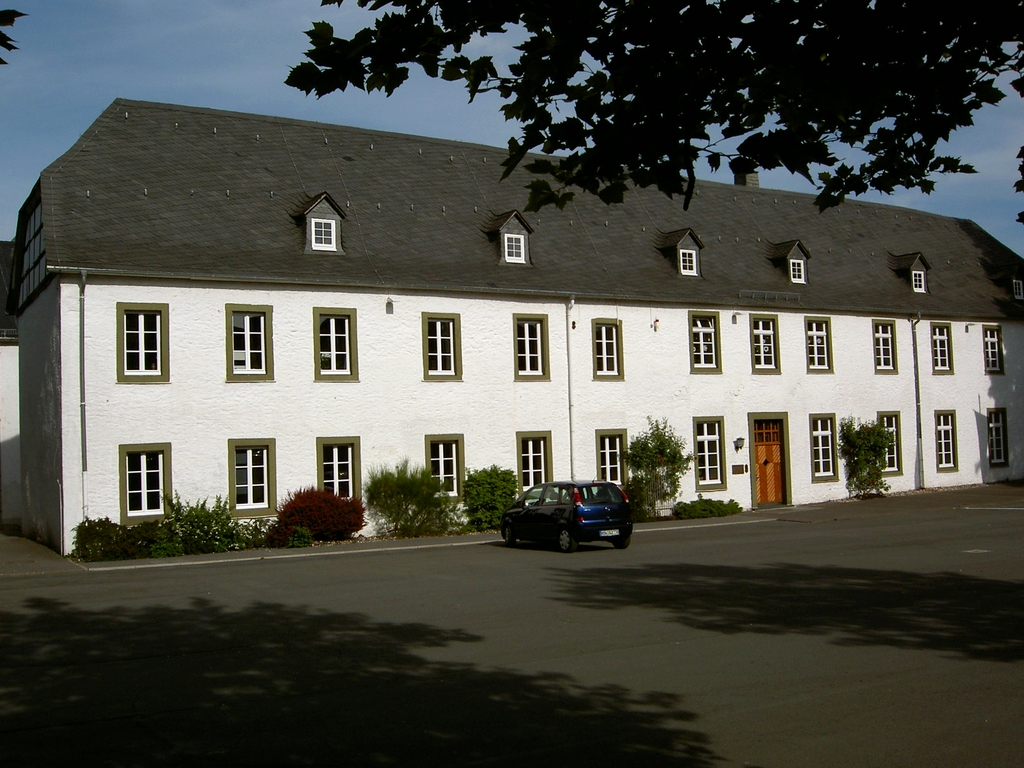
Gymnasium Petrinum (altes Gebäude)

Für etwa zwei Jahrzehnte blieb Brilon und damit das obere Sauerland insgesamt ohne höhere Schule. Unter der Trägerschaft der Stadt wurde 1821 die Schule wiederbelebt, zunächst als Progymnasium, ab 1858 als Vollanstalt unter dem Namen „Katholisches Städtisches Gymnasium Petrinum zu Brilon“. Erster Direktor war Anton Joseph Schmidt. Im Jahr 1868 hatte das Gymnasium 14 Lehrer und 212 Schüler. Seit 1899 hatte die Schule ein Schulkonvikt für auswärtige Schüler, das während der Zeit des Nationalsozialismus aufgelöst wurde.
Im Ersten Weltkrieg fielen 37 Schüler. Im Jahr 1920 hatte das Gymnasium mehr als 400 Schüler. Dieser Stand wurde in den folgenden Jahrzehnten nicht mehr erreicht, als in den Nachbarstädten ebenfalls Gymnasien entstanden.
Im März 1933 wurde der seit 1909 am Gymnasium tätige angesehene Studienrat, Heimatforscher und Historiker Josef Rüther wegen „Verletzung der nationalen Ehre“ vom Dienst suspendiert. Die Feiern zum 75-jährigen Bestehen des Gymnasiums als Vollanstalt standen im August des gleichen Jahres im Zeichen der nationalsozialistischen Machtergreifung.
1937 wurde das humanistische (altsprachliche) Gymnasium, wie überall im Reichsgebiet, in eine Oberschule umgewandelt. Griechisch wurde aufgegeben, Latein reduziert und Englisch erste Fremdsprache. Ferner wurde der Religionsunterricht reduziert. Mit fünf Wochenstunden war Leibeserziehung ein wichtiges Fach. Verbunden mit diesen Änderungen war auch eine Änderung des Namens. Ab 1937 hieß die Schule „Petrinum, Städtische Oberschule für Jungen zu Brilon“, ab 1939 „Städtische Oberschule für Jungen zu Brilon“. 1940 wurden zunächst 34 Mädchen an der Schule aufgenommen, eine Folge des erzwungenen schrittweisen Abbaus der von Ordensschwestern geleiteten Marienschule.
Der Unterricht wurde im Laufe des Zweiten Weltkrieges eingeschränkt und kam dann ganz zum Erliegen. 1945 wurde das Schulgebäude zum Teil für Einquartierungen von Soldaten genutzt. Die Oberschüler wurden als Luftwaffenhelfer an der Diemeltalsperre eingesetzt. Nach einem Notabitur wurden sie zum Heeresdienst eingezogen.
1946 wurde die Oberschule wieder in ein humanistisches Gymnasium umgewandelt und erhielt ihren alten Namen wieder, doch wurde 1949 auf Drängen der Eltern neben dem altsprachlichen auch ein neusprachlicher Zweig eingeführt. In der Amtszeit des Schulleiters und Prälaten Dr. Karl Brocke machte 1957 die letzte altsprachliche Klasse ihr Abitur. Unter dem Nachfolger Alfons Freistühler, ebenfalls einem Priester, wurde 1966 ab der Jahrgangsstufe 9 ein mathematisch-naturwissenschaftlicher Zweig eingeführt.  Während seiner Amtsführung gab es „eine völlige Zerrüttung der Zusammenarbeit zwischen dem Direktor und einem großen Teil des Kollegiums.“ Im Mai 2023 wurde von einer Person aus Brilon Vorwürfe wegen sexuellen Missbrauchs gegenüber ihm erhoben, nachdem eine Pressemitteilung vom Bistum Münster am 5. Mai 2023 mehreren Missbrauchsfälle durch ihn in Kleve bekannt machte. Dort leitete der Oberstudiendirektor ab 1970 für neun Jahre das heute nach Freiherr-vom-Stein genannte Gymnasium.
Zum Zeitpunkt der 125-Jahr-Feier als Vollanstalt im Jahr 1983 hatte das Gymnasium Petrinum 1132 Schüler, die von 74 hauptamtlichen Lehrern unterrichtet wurden. Im Jahre 2005 bestand das Gymnasium Petrinum in Brilon 350 Jahre.

## Baugeschichte

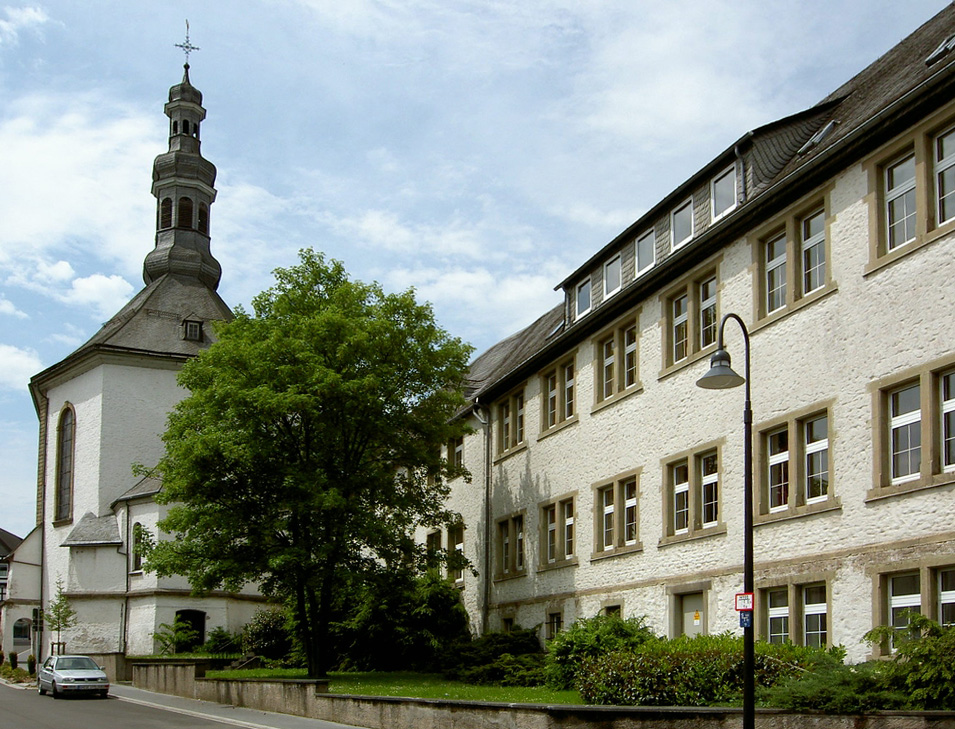
Gymnasium Petrinum (altes Gebäude) mit Nikolaikirche (Rückansicht)

Als Schulgebäude diente zunächst das ehemalige Minoritenkloster. Dieses wurde durch mehrere Erweiterungsbauten ergänzt. Eine erste Erweiterung erfolgte bereits 1708 durch einen Neubau in der Nähe der Nikolaikirche. Nach einem Brand 1769 wurde ein neues Gebäude errichtet, das zwar den Brand von 1852 überstand, später aber wegen der Verbreiterung einer Straße abgerissen und durch einen weiteren Bau ersetzt wurde. Im Jahr 1892 wurde dann im ehemaligen Klostergarten die auch als Aula genutzte Turnhalle und 1903 ein Anbau mit sechs neuen Klassenzimmern errichtet. Aufgrund steigender Schülerzahlen errichtete die Stadt einen Neubau als Bestandteil des neuen Schulzentrums an der Jakobuslinde. Dieser wurde 1975 bezogen. Der alte Bau des Gymnasiums wird seitdem von der Sekundarschule Heinrich-Lübke-Schule genutzt.

## Bekannte Schüler und Absolventen
- Ernst Assmann (1903–1979), Forstwissenschaftler, Abiturient 1922
- Richard Becker (1884–1969), Politiker
- Rudolf Beckmann (1903–1992), Unternehmer und Politiker, Abiturient 1923
- Friedrich Dasbach (1846–1907), Verleger und Politiker, Schüler
- Georg von Detten (1887–1934), Politiker, Nationalsozialist
- Caspar Maximilian Droste zu Vischering-Padberg (1808–1887), Landrat, Schüler
- Josef Freisen (1853–1932), katholischer Theologe, Hochschullehrer und Kirchenrechtler
- Salomon Friedländer (1824 oder 1825–1860), jüdischer Prediger und Autor
- Friedrich Gerlach (1856–1938), Geheimer Baurat, Hochschullehrer und Abgeordneter des Preußischen Landtags
- Paulgerhard Gladen (1926–2023), Rechtsanwalt und Studentenhistoriker
- Friedrich Wilhelm Grimme (1827–1887), Schriftsteller
- Eduard Haber (1866–1947), Kolonialbeamter und Diplomat
- Friedrich Wilhelm Helle (1834–1901), Dichter, Abiturient 1860
- Franz Hengsbach (1910–1991), Gründungsbischof des Ruhrbistums und Kardinal, Schüler 1925–1926
- Wilhelm Hohoff (1848–1923), Pfarrer und Sozialist, Abiturient 1866
- Klaus Hülsenbeck (* 1958), Bürgermeister von Marsberg
- Wilhelm Kaiser (1877–1961), Politiker, Abiturient 1897
- Wilhelm Killing (1847–1923), Mathematiker, Abiturient 1865 (und Lehrer 1878–1881)
- Ferdinand Krüger (1843–1915), Mundartdichter, Abiturient 1862
- Justin von Linde (1797–1870), Jurist und Politiker
- Heinrich Lübke (1894–1972), Bundespräsident, Abiturient 1913
- Ferdinand von Lüninck (1888–1944), Oberpräsident von Westfalen, Abiturient 1906
- Hugo Makibi Enomiya-Lassalle (1898–1990), Jesuit und Zen-Meister, Abiturient 1918
- Friedrich Merz (* 1955), Bundeskanzler, Schüler, abgegangen 1971
- Eduard Pape (1816–1888), Jurist und Mitarbeiter am Bürgerlichen Gesetzbuch, Schüler
- Franz Heinrich Reusch (1825–1900), katholischer Theologe und alt-katholischer Kirchenhistoriker, Abiturient 1843
- Gottfried Ruegenberg (1845–1909), Mediziner und Abgeordneter der Zentrumspartei
- Josef Paul Sauvigny (1875–1967), von 1917 bis 1937 Bürgermeister der Stadt Brilon
- Franz Schrewe (* 1950), Politiker
- Josef Schrudde (1920–2004), Chirurg, Abiturient 1938
- Wilhelm Schwarze (1851–1937), Jurist und Politiker
- Hans Schulte-Nölke (* 1963), Rechtswissenschaftler und Rechtshistoriker, Abiturient 1982
- Engelbert Seibertz (1813–1905), Porträt- und Historienmaler, Schüler 1822–1829
- Johann Suibert Seibertz (1788–1871), Jurist und Historiker, Schüler 1792–1802
- Patrick Sensburg (* 1971), MdB
- Peter Soemer (1832–1902), Theologe und Dichter, Schüler 1851–1852
- Wilhelm Weskamm (1891–1956), Bischof von Berlin, Abiturient 1909
- Dirk Wiese (* 1983), Bundestagsabgeordneter, 2020–2021 Parlamentarischer Staatssekretär bei der Bundesministerin für Wirtschaft und Energie, Abiturient 2003
- Tara-Louise Wittwer (* 1990), Autorin, Kolumnistin und Webvideoproduzentin, Abiturientin